# Altes Bürgerhaus (Aurich)

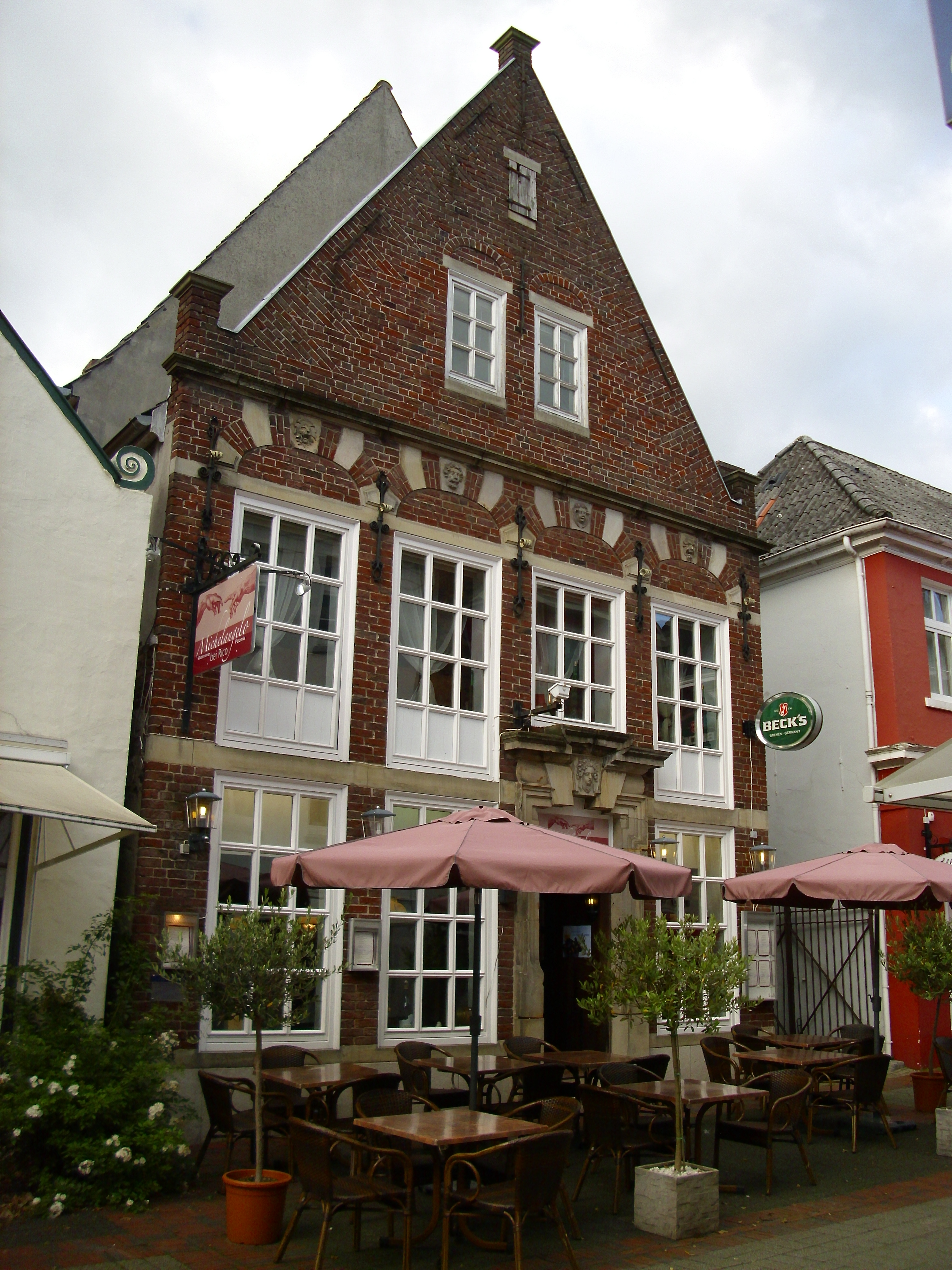
Das Alte Bürgerhaus in der Auricher Fußgängerzone (September 2015)

Das Alte Bürgerhaus in der ostfriesischen Kreisstadt Aurich (Landkreis Aurich, Niedersachsen) ist ein unter Denkmalschutz stehendes Gebäude aus dem 17. Jahrhundert. Es hat die Adresse Burgstraße 48 und ist eines der ältesten erhaltenen Wohnhäuser Aurichs. Lange Zeit galt das Gebäude als erstes Rathaus der Stadt. Diese These ist inzwischen widerlegt, denn der Bau war ursprünglich ein „volles adliges Freihaus“.

## Geschichte
Der Generalsuperintendent und Hofprediger Michael Walter ließ es um 1630 im Stil der Spätrenaissance errichten. Danach gehörte es mehreren Auricher Familien. Die Vorderfront wurde vermutlich im 19. Jahrhundert verputzt. In diesem Zustand blieb das Haus, bis es Oberbaudirektor Dietrich Müller-Stüler im Jahre 1964 abbrechen und neu errichten ließ. Im Zuge der Arbeiten wurde die Fassade unter Verwendung der ursprünglichen Sandsteinelemente restauriert. Dabei wurde auch die Luke für den Flaschenzug im Giebel wiederhergestellt. Heute dient das Gebäude als Wohn- und Geschäftshaus.